# Акалат білочеревий
Акала́т білочеревий (Sheppardia aequatorialis) — вид горобцеподібних птахів родини мухоловкових (Muscicapidae). Мешкає в регіоні Африканських Великих озер.

## Опис
Довжина птаха становить 13 см, вага 12-18 г. Верхня частина тіла коричнева, обличчя сірувате, груди рудувато-коричневі, живіт сірий, хвіст іржасто-рудий.

## Підвиди
Виділяють два підвиди:
- S. a. acholiensis Macdonald, 1940 — гори Іматонґ[en] в Південному Судані;
- S. a. aequatorialis (Jackson, FJ, 1906) — гори на сході ДР Конго, на півдні Уганди, в Руанді, Бурунді і на заході Кенії.

## Поширення і екологія
Білочереві акалати мешкають в Південному Судані, Демократичній Республіці Конго, Уганді, Руанді, Бурунді і Кенії. Вони живуть в підліску вологих гірських тропічних лісів та у високогірних чагарникових заростях. Зустрічаються на висоті від 1500 до 2600 м над рівнем моря.